# Sur la voie glorieuse

Sur la voie glorieuse est un livre d'Anatole France paru en 1915 qui se veut une critique sociale inscrite en plein dans la Première Guerre mondiale. Il est dédié à la mémoire de Jean-Pierre Barbier, mort au champ d'honneur le 26 décembre 1914 et cité au Panthéon de Paris.